# Perkusní zápalka

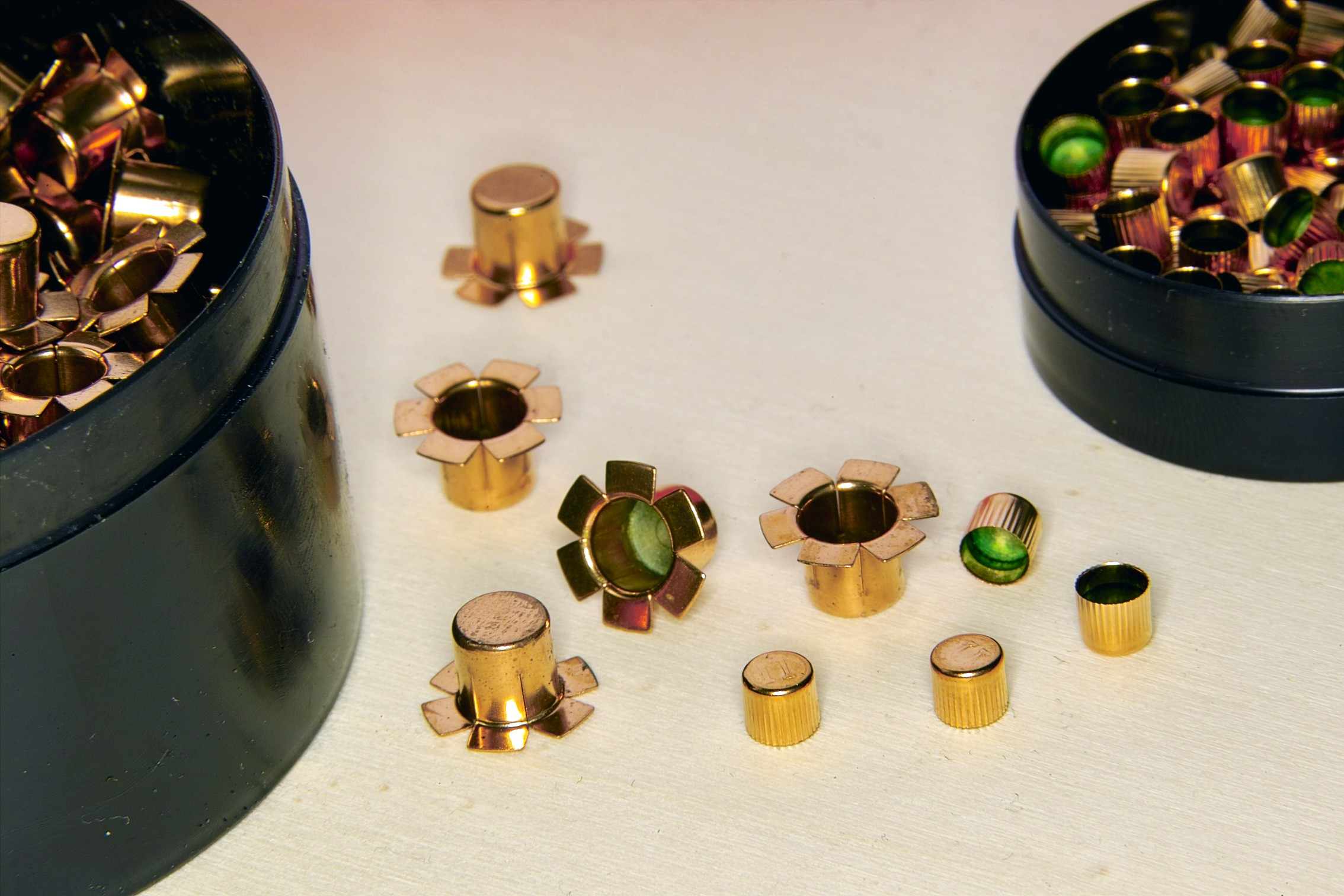
Perkusní zápalky

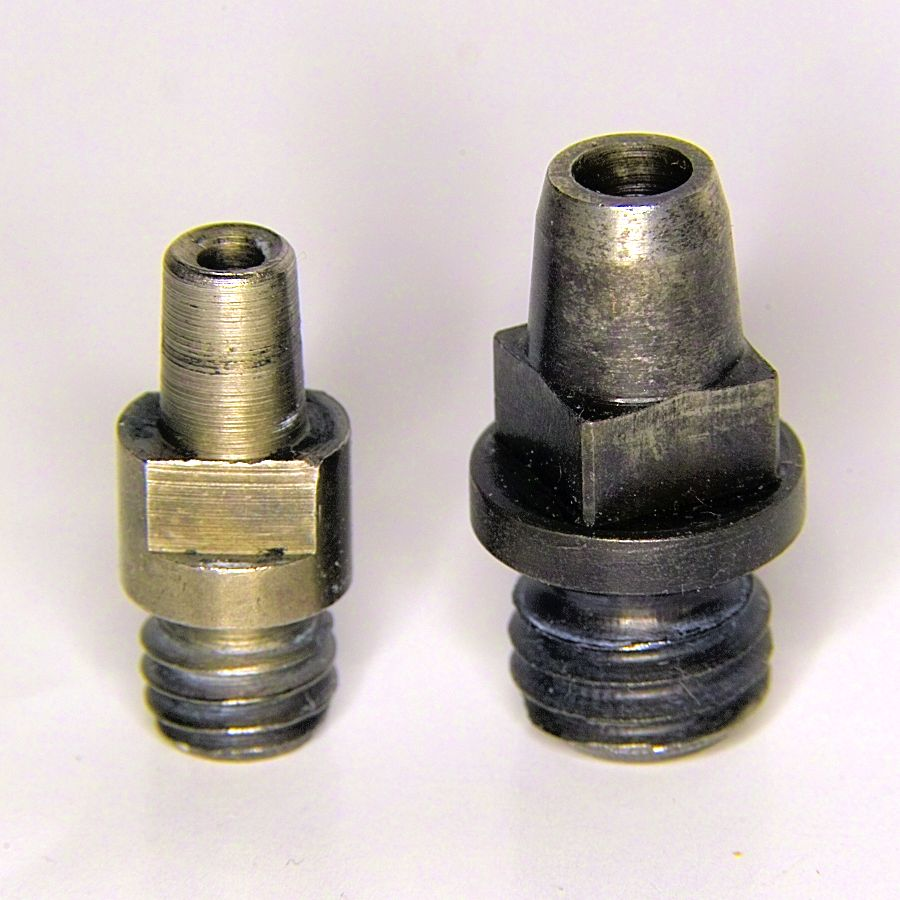
Piston pro perkusní zápalku

Perkusní zápalka je druh iniciátoru (zápalky). Je určena k zažehnutí výmetné náplně palné zbraně s perkusním systémem zážehu. Obsahuje zážehovou slož, která je mechanicky citlivá a přivádí se k zážehu úderem. 

## Historie
Perkusní zámek používající uvedený princip zážehu byl zkonstruován na přelomu 18. a 19. století a to současně v několika zemích. Perkusní zámky měly různé funkční principy. Například roku 1807 byl přiznán Alexandru Forsythovi patent na zámek který sypal na pánvičku dané množství zážehové slože ze zásobníku při jeho pootočení. V jiných zámcích byla zážehová slož používána ve formě předem připravených dávek zalisovaných mezi dva papírové pásky. Tento princi byl používán ještě i v průběhu americké občanské války Sever proti Jihu.
Zalisováním zážehové slože do kovového kalíšku byla vytvořena perkusní zápalka. Zápalku v letech 1810-1820 vytvořilo na více místech světa několik konstruktérů. Jako země původu jsou uváděny Francie, Anglie a Německo a také USA. 

## Princip a konstrukce
Základem perkusní zápalky je kovový kalíšek ve tvaru válce s jedním dnem ve kterém je zalisována zážehová slož citlivá na úder. Po experimentování s různými materiály se jako nejvhodnější materiál pro výrobu kalíšku zápalky ukázala měď.  V kalíšku je zalisována zápalková slož. Tato slož je z bezpečnostních a ochranných důvodů překryta. Pro překrytí se používal papír, nebo cínová fólie. Překrytí bývá z důvodu zvýšení odolnosti proti vlhkosti lakováno.
Slož se zakrytím nenaplňuje celý kalíšek. Perkusní zámky používající perkusní zápalky mají vystouplou část nazývanou piston. Na piston se nasazuje perkusní zápalka přečnívající částí kalíšku. Kalíšek zápalky tak zakryje otvor v pistonu. Na dno kalíšku dopadá při výstřelu kohout tak, že dojde k iniciaci perkusní zápalky a otvorem v pistonu je zažehnuta výmetná náplň. Zámky s perkusními zápalkami byla použity jak na dlouhých tak krátkých zbraních. Existují předovky, zadovky i revolvery používající zámek s perkusní zápalkou. 
Materiál používaný pro zážehovou slož prošel také určitým vývojem. V počátku se používal chlorečnan draselný spolu se sírou, dřevěným uhlím. Také se používala směs černého prachu s chlorečnanem draselným. Později se přešlo k použití třaskavé rtuti a sulfidu amonného jako hořlavé látky.